# William G. Walker
William Graham Walker, né le 1er juin 1935, est un diplomate américain du Service extérieur des États-Unis ayant servi en tant qu'ambassadeur des États-Unis au Salvador, et en tant que chef de la Mission de vérification au Kosovo (en) (MVK).

## Carrière politique
Walker est né à Kearny, dans le New Jersey. Il a étudié l'architecture et les sciences politiques à l'université de Californie du Sud et à l'université de Californie à Los Angeles (UCLA). Il obtient un Master of Arts en études latino-américaines l'UCLA en 1969.
En tant qu'agent du service extérieur, il sert principalement en Amérique latine, notamment en Bolivie, au Brésil, au Salvador, au Honduras et au Pérou. Au niveau national, il a travaillé au bureau de l'Argentine du département d'État américain et à l'Environmental Protection Agency à San Francisco. Il a été inspecteur du service extérieur au Bureau de l'Inspecteur Général de 1978 à 1980 et membre du département d'État au Council on Foreign Relations à New York de 1977 à 1988.
De 1985 à 1988, il est secrétaire d'État adjoint au Bureau des affaires interaméricaines (en), chargé des relations avec l'Amérique centrale et le Panama. Par coïncidence, il partage son nom avec un flibustier qui, au XIXe siècle, a tenté de conquérir des parties de l'Amérique centrale, avant d'être exécuté. De 1988 à 1992, il sert en tant qu'ambassadeur au Salvador. Il a été vice-président de la National Defense University à Washington entre 1994 et 1997.

### Rôle dans les Balkans
En août 1997, Walker est nommé représentant spécial du secrétaire général et est chargé de diriger l'Administration transitoire des Nations unies pour la Slavonie orientale, la Baranja et le Srem occidental (ATNUSO). Il dirige une mission composée de quelque 800 civils et 2 500 militaires des Nations unies chargés du maintien de la paix et de l'administration. La mission était chargée de superviser la réintégration pacifique de cette région de l'est de la Croatie contrôlée par les Serbes après la fin de la guerre de Croatie.
Walker est ensuite nommé à la tête de la Mission de vérification au Kosovo (en), où il dirige, entre octobre 1998 et juin 1999, quelque 1 400 membres du personnel international et 1 500 membres du personnel local, aux côtés du général de division britannique John Drewienkiewicz (en), conseiller militaire de Walker. Il s'agissait d'une mission de maintien de l'ordre montée par l'Organisation pour la sécurité et la coopération en Europe (OSCE) pour tenter de mettre un terme à la violence au Kosovo en vérifiant que les forces yougoslaves respectaient les résolutions de l'ONU.
À la suite du massacre de Račak, où 45 Albanais du Kosovo trouvent la mort en janvier 1999, Walker se rend sur place et qualifie ce massacre d'« atrocité inqualifiable » et de « crime contre l'humanité ». Le 18 janvier 1999, le gouvernement de la république fédérale de Yougoslavie l'accuse de « dépasser largement son mandat » et de « mener une campagne de désinformation contre la Serbie », le déclarant persona non grata et lui ordonnant de quitter le pays. Une semaine plus tard, sur l'intervention du Conseil européen et de la fédération de Russie, le Premier ministre yougoslave (en) Momir Bulatović suspend la décision. Le massacre de Račak est un incident majeur qui a poussé l'OTAN à lancer sa campagne de bombardements contre la Yougoslavie. La mission de l'OSCE a été interrompue après la fin de la guerre du Kosovo en juin 1999. Dans une interview de 2008, Helena Ranta, la pathologiste finlandaise chargée d'enquêter sur le massacre de Račak, a accusé Walker d'avoir fait pression sur elle pour qu'elle proclame que les forces de sécurité serbes étaient responsables du massacre dans son rapport, alors que cela ne faisait pas partie de son travail.
Le 24 novembre 2008, il se voit remettre le titre de citoyen honoraire de la république d'Albanie. En janvier 2017, une statue de Walker est érigée dans le village de Račak.
Lors des élections législatives kosovares de 2010, Walker a soutenu et fait campagne pour le nationaliste et radical albanais Albin Kurti. Walker a critiqué à plusieurs reprises l'ancien président du Kosovo Hashim Thaçi de corruption. En 2020, Walker est engagé en tant que consultant par Thaçi. L'accord de cinq mois est signé par Thaçi et la Fondation Walker, une association créée par ce dernier.
En janvier 2023, le président albanais Bajram Begaj décerne à Walker l'une des plus hautes distinctions de la nation, le titre de chevalier de l'ordre du Drapeau.

## Vie privée
Walker est marié et a quatre enfants. Il parle couramment espagnol et portugais.